# Lysandra rufescens
Lysandra rufescens är en fjärilsart som beskrevs av Tutt 1909. Lysandra rufescens ingår i släktet Lysandra och familjen juvelvingar. Inga underarter finns listade i Catalogue of Life.